# Соловьева, Майя Степановна
Майя Степановна Соловьева (28 декабря 1924, Сорочинск Куйбышевской области — 4 апреля 2018, Петропавловск-Камчатский) — советская и российская театральная актриса, почти полвека служившая на сцене Камчатского театра драмы и комедии. Заслуженная артистка РСФСР (1958).

## Биография
Родилась 28 декабря 1924 года в городе Сорочинск Куйбышевской области в семье актёров передвижного театра, уже с пяти лет выступала на сцене.
В 1935 году семья обосновалась во Фрунзе, училась актёрскому мастерству в студии открытой в 1941 году с началом войны и эвакуации актёров столичных театров, в частности, училась у Г. С. Карнович-Валуа и В. Ф. Драги-Сумароковой, и хотя театрального образования не получила, уже в 16 лет была приглашена во Фрунзенский театр русской драмы где дебютировав ролью Нади в пьесе «Враги» по М. Горькому, и затем служила более 10 лет.
В 1954 году с мужем — актером М. Штейнбергом переехала в Петропавловск-Камчатский где стала актрисой Камчатского драматического театра.
За время работы в театре актриса сыграла более двухсот ролей, в том числе играла ведущие роли: Маша в «Кремлевских курантах», Настя в «Третьей патетической», Клея в «Эзопе», Любовь Андреевна в «Лунной сонате», Катерина в «Грозе», Раневская в «Вишневом саде». Главной и своей любимой ролью считала роль Марии Стюарт в спектакле по одноимённой трагедии Ф. Шиллера, этот спектакль не сходил со сцены театра больше десяти лет.
В 1958 году удостоена звания «Заслуженной артистки РСФСР», награждена знаком «Отличник Министерства культуры РСФСР».
Была руководителем Камчатского отделения Союза театральных деятелей РСФСР.
Член КПСС с 1952 года неоднократно избиралась депутатом Камчатского областного Совета.
В 2001 году ушла из театра, в 2014 году на сцене театра широко отмечалось 90-летие актрисы. Умерла 4 апреля 2018 года в городе Петропавловск-Камчатский на 94-м году жизни.